# Iphiaulax decorus
Iphiaulax decorus är en stekelart som beskrevs av Cameron 1906. Iphiaulax decorus ingår i släktet Iphiaulax och familjen bracksteklar. Inga underarter finns listade i Catalogue of Life.